# Trollesund
Trollesund (tidigare Ludgonäs) är en herrgård i Ludgo socken i Nyköpings kommun.
Ludgonäs grundlades 1638-1644 av J. Silverstierna (död 1660). Gården stannade inom hans släkt till 1800, då den köptes av friherre Axel Fabian Löwen till Sjösa. Enligt testamentariskt förordnande år 1808 av överstelöjtnant Fredrik Trolle gjordes egendomen till fideikommiss med namnet Trollesund. I och med detta kom ägaren att kalla sig Trolle-Löwen. Ätten Trolle-Löwen har fortfarande godset i sin egendom.
Under en arvstvist på 1940-talet var Trollesund 1942-45 barnhem för finska krigsbarn. Arvtagare blev Carl Otto Trolle-Löwen, som även innehade Sjösa fideikommiss. Denne omkom i en trafikolycka i Belgien, varefter hans yngre bror August Trolle-Löwen övertog fideikommissen. Trollesunds herrgård har varit utarrenderat sedan 1946. Sedan den siste fideikommissarien friherre kammarherre August Trolle-Löwen avlidit avvecklades fideikommisset.
Den nuvarande huvudbyggnaden uppfördes 1918 enligt ritningar av Axel Lindegren med 1600-talsbyggnaden som inspiration. Flyglarna är från 1700-talet. Ekonomibyggnaderna från tidigt 1900-tal ligger på samma plats som 1600-talet fägård.